# Liste der Biografien/Meg
Liste der Biografien |
Portal Biografien |
Personensuche
# |
A |
B |
C |
D |
E |
F |
G |
H |
I |
J |
K |
L |
M |
N |
O |
P |
Q |
R |
S |
T |
U |
V |
W |
X |
Y |
Z |
?
 
Ma |
Mb |
Mc |
Md |
Me |
Mf |
Mg |
Mh |
Mi |
Mj |
Mk |
Ml |
Mm |
Mn |
Mo |
Mp |
Mq |
Mr |
Ms |
Mt |
Mu |
Mv |
Mw |
Mx |
My |
Mz
 
Mea–Mee |
Mef |
Meg |
Meh |
Mei |
Mej |
Mek |
Mel |
Mem |
Men |
Meo |
Mep |
Mer |
Mes |
Met |
Meu |
Mev |
Mew |
Mex |
Mey |
Mez
Die Liste der Biografien führt alle Personen auf, die in der deutschsprachigen Wikipedia einen Artikel haben. Dieses ist eine Teilliste mit 140 Einträgen von Personen, deren Namen mit den Buchstaben „Meg“ beginnt.

## Meg

### Mega
- Mega, Flo (* 1979), deutscher Musiker
- Mega, Tom (1951–2002), deutscher Rocksänger und Songwriter
- Megabates, Satrap von Phrygien
- Megabazos, Satrap von Phrygien
- Megabyzos I., persischer Adliger, Verschwörer
- Megabyzos II., persischer Adliger und Feldherr, Satrap von Syrien
- Megahed, Azmi Mohamed (1950–2020), ägyptischer Volleyballspieler
- Megahed, Mosaad (* 1956), deutscher Dermatologe
- Megahy, Thomas (1929–2008), britischer Politiker (Labour Party), MdEP
- Megakles, antiker griechischer Architekt
- Megakles, athenischer Politiker
- Megakles, athenischer Staatsmann
- Megakles, griechischer Staatsmann
- Megalinski, Dmitri Alexandrowitsch (* 1985), russischer Eishockeyspieler
- Megaloh (* 1981), deutscher RapperMegaloh (* 1981)

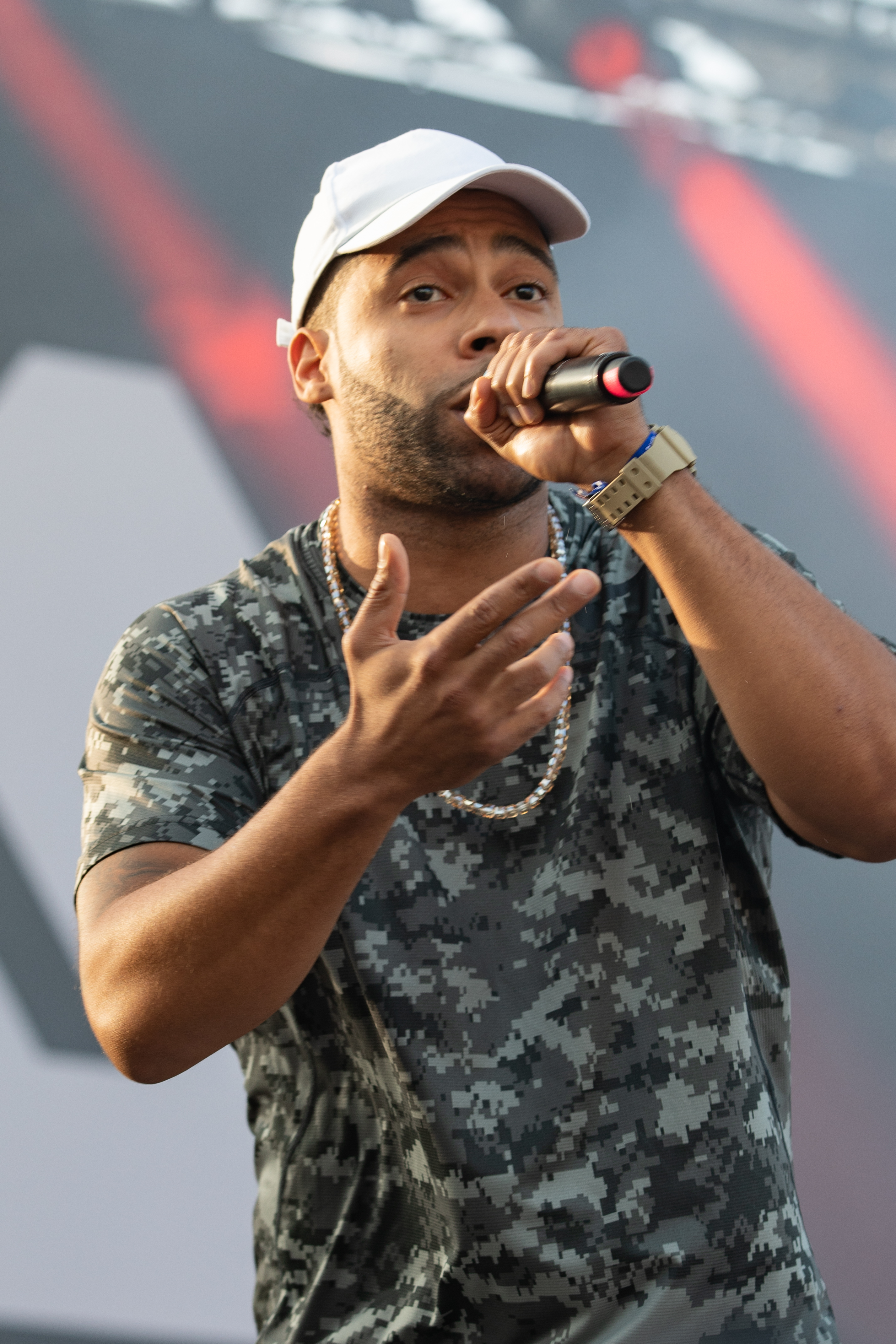
Megaloh (* 1981)

- Megalostrata, griechische Dichterin
- Megan Thee Stallion (* 1995), US-amerikanische RapperinMegan Thee Stallion (* 1995)

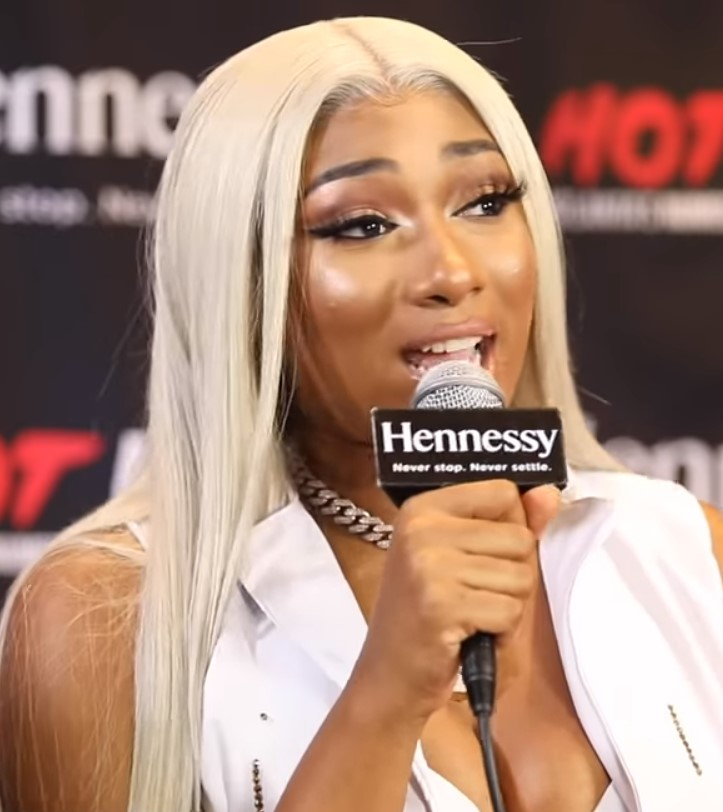
Megan Thee Stallion (* 1995)

- Megan, Wade (* 1990), US-amerikanischer Eishockeyspieler
- Megander, Christoph Wilhelm (1626–1676), deutscher evangelischer Theologe
- Megander, Kaspar (1495–1545), reformierter Theologe und Reformator
- Megander, Veit Ludwig († 1709), evangelischer geistlicher Schriftsteller
- Megane, Alex (* 1978), deutscher DJ
- Megannem, Heykel (* 1977), tunesischer Handballspieler
- Megapanos, persischer Satrap und Heeresführer
- Megaranto, Susanto (* 1987), indonesischer Schachspieler
- Mégard, Joseph (1850–1918), Schweizer Landschaftsmaler und Radierer
- Megargee, Geoffrey P. (1959–2020), US-amerikanischer Historiker und NS-Forscher
- Megary, Ruth (* 1923), deutsche Sängerin, Schauspielerin und Conferencieuse
- Megasthenes, griechischer Geschichtsschreiber der Antike
- Megaton, Olivier (* 1965), französischer Drehbuchautor und Filmregisseur
- Megaw, Helen (1907–2002), irische Kristallographin
- Megawati Sukarnoputri (* 1947), indonesische Politikerin, Präsidentin IndonesiensMegawati Sukarnoputri (* 1947)

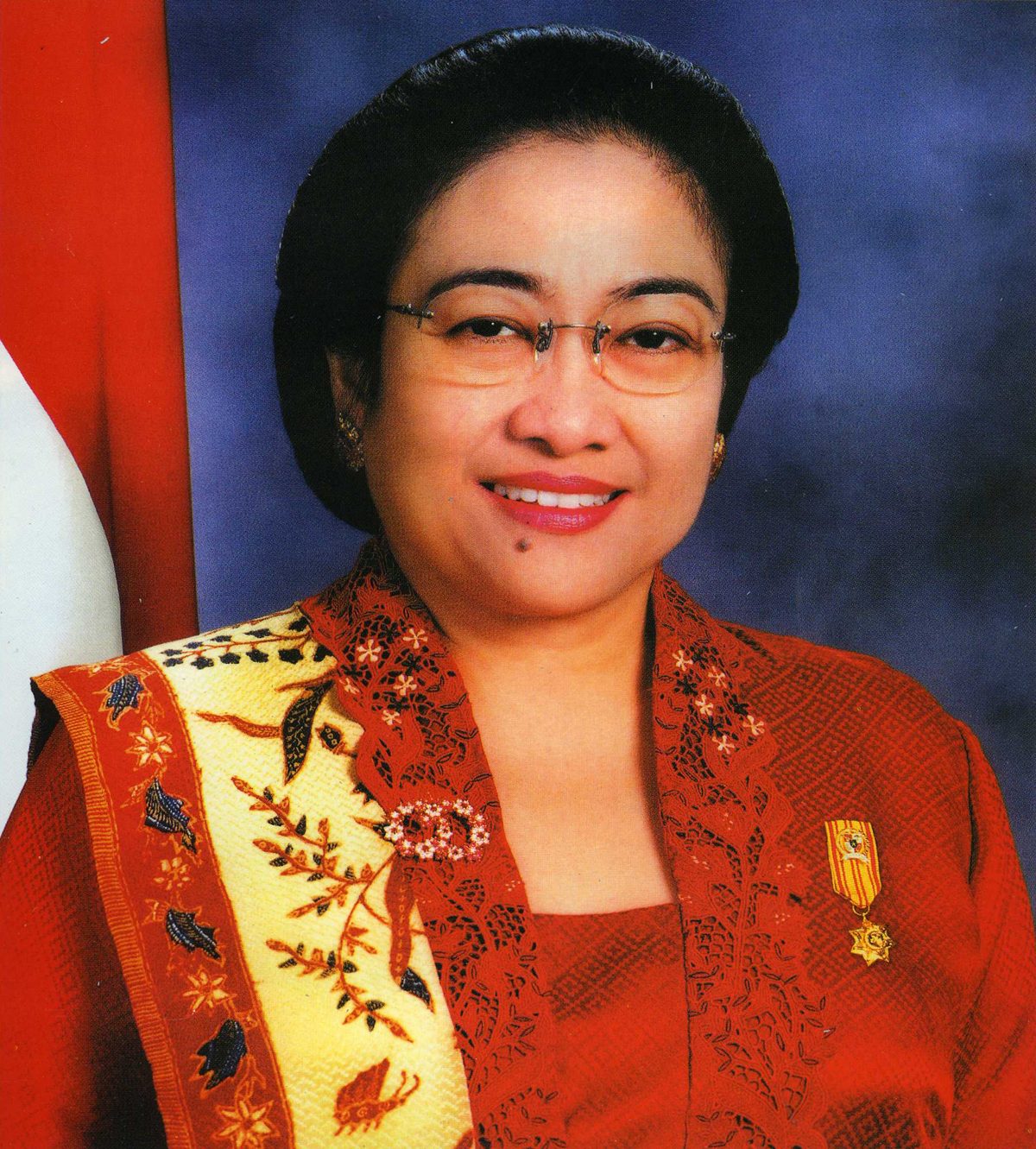
Megawati Sukarnoputri (* 1947)

- Megawati, Gustiani (* 1989), indonesische Badmintonspielerin

### Mege
- Mège-Mouriès, Hippolyte (1817–1880), französischer Chemiker
- Megeed, Omar (* 2005), ägyptisch-deutscher Fußballspieler
- Megelea, Gheorghe (* 1954), rumänischer Leichtathlet
- Megelin, Else (1905–1986), deutsche Widerstandskämpferin gegen den Nationalsozialismus
- Megelin, Kurt (1904–1979), deutscher Widerstandskämpfer gegen den Nationalsozialismus
- Megen, Hubertus van (* 1961), niederländischer Geistlicher und Diplomat des Heiligen Stuhls
- Megen, Ruud van (* 1959), niederländischer Schriftsteller
- Megens, Maud (* 1996), niederländische Wasserballspielerin
- Meger, Paul (1929–2019), kanadischer Eishockeyspieler
- Megerle von Mühlfeld, Eugen (1810–1868), österreichischer liberaler Jurist und Politiker, Landtagsabgeordneter
- Megerle von Mühlfeld, Johann Carl (1765–1840), österreichischer Malakologe und Entomologe
- Megerle von Mühlfeld, Johann Georg (1780–1831), Verwaltungsbeamter und Archivar
- Megerle, Abraham (1607–1680), deutscher Komponist und Kirchenmusiker
- Megerle, Birgit (* 1975), deutsche Künstlerin
- Megerle, Karl (1894–1972), deutscher Politiker (NSDAP), MdR
- Megerle, Karl (1901–1991), deutscher Kaufmann
- Megerle, Klaus (1943–1993), deutscher Politikwissenschaftler
- Megersa, Tujuba (* 1987), äthiopischer Langstreckenläufer
- Megert, Christian (* 1936), schweizerischer Bildhauer, Objektkünstler, Installations- und kinetischer Künstler
- Megert, Franziska (* 1950), Schweizer bildende Künstlerin
- Meges, antiker Glasproduzent in römischer Zeit
- Mégevand, Matthieu (* 1983), Schweizer Schriftsteller und Verleger

### Megg
- Meggau, Leonhard Helfried von (1577–1644), kaiserlicher Obersthofkämmerer und Obersthofmeister
- Megged, Aharon (1920–2016), israelischer Schriftsteller
- Megged, Eyal (* 1948), israelischer Schriftsteller, Journalist und Kolumnist
- Meggelen, Jolanda van, niederländische Judoka
- Meggendorfer, Friedrich (1880–1953), deutscher Psychiater
- Meggendorfer, Lothar (1847–1925), deutscher Künstler, Kinderbuchautor, Maler, Zeichner und IllustratorLothar Meggendorfer (1847–1925)

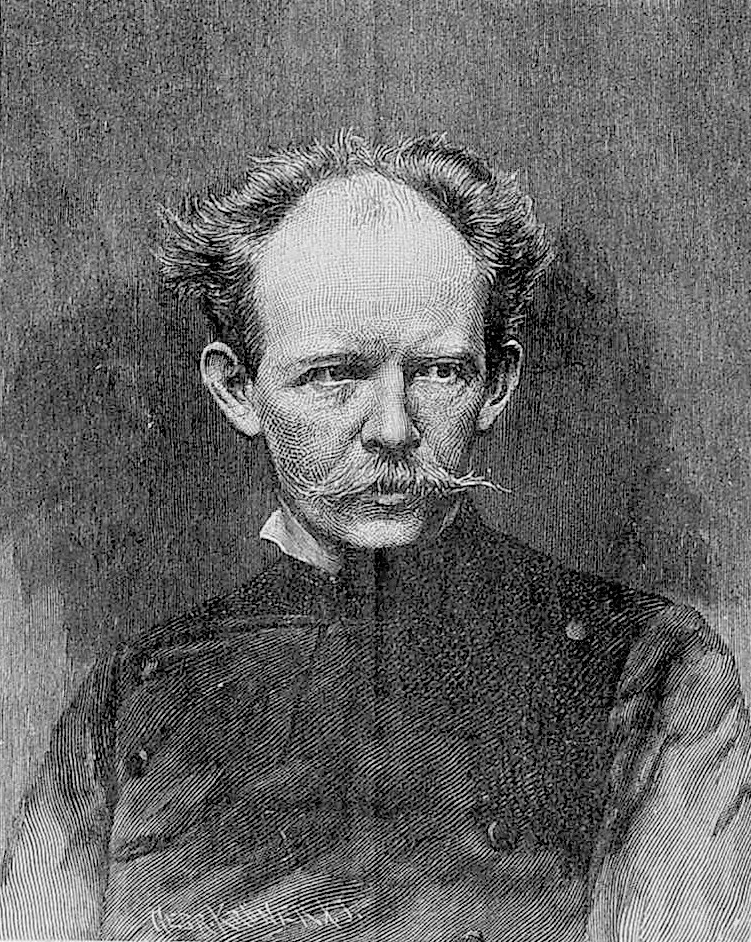
Lothar Meggendorfer (1847–1925)

- Meggeneder, Oskar (* 1945), österreichischer Sozial- und Gesundheitswissenschaftler
- Meggenhofen, Ferdinand von (1760–1790), bayerisch-österreichischer Beamter und Mitglied des Illuminatenordens
- Megger, Eliza (* 1999), polnische Mittelstreckenläuferin
- Meggers, William Frederick (1888–1966), US-amerikanischer Physiker und Astronom
- Meggiorini, Riccardo (* 1985), italienischer Fußballspieler
- Meggl, Anneliese (* 1938), deutsche Skirennläuferin
- Meggle, Basilius (1754–1830), deutscher Benediktiner, Prior, Philosoph und Dichter
- Meggle, Georg (* 1944), deutscher Philosoph
- Meggle, Thomas (* 1975), deutscher Fußballspieler

### Megh
- Meghan, Duchess of Sussex (* 1981), US-amerikanische SchauspielerinMeghan, Duchess of Sussex (* 1981)

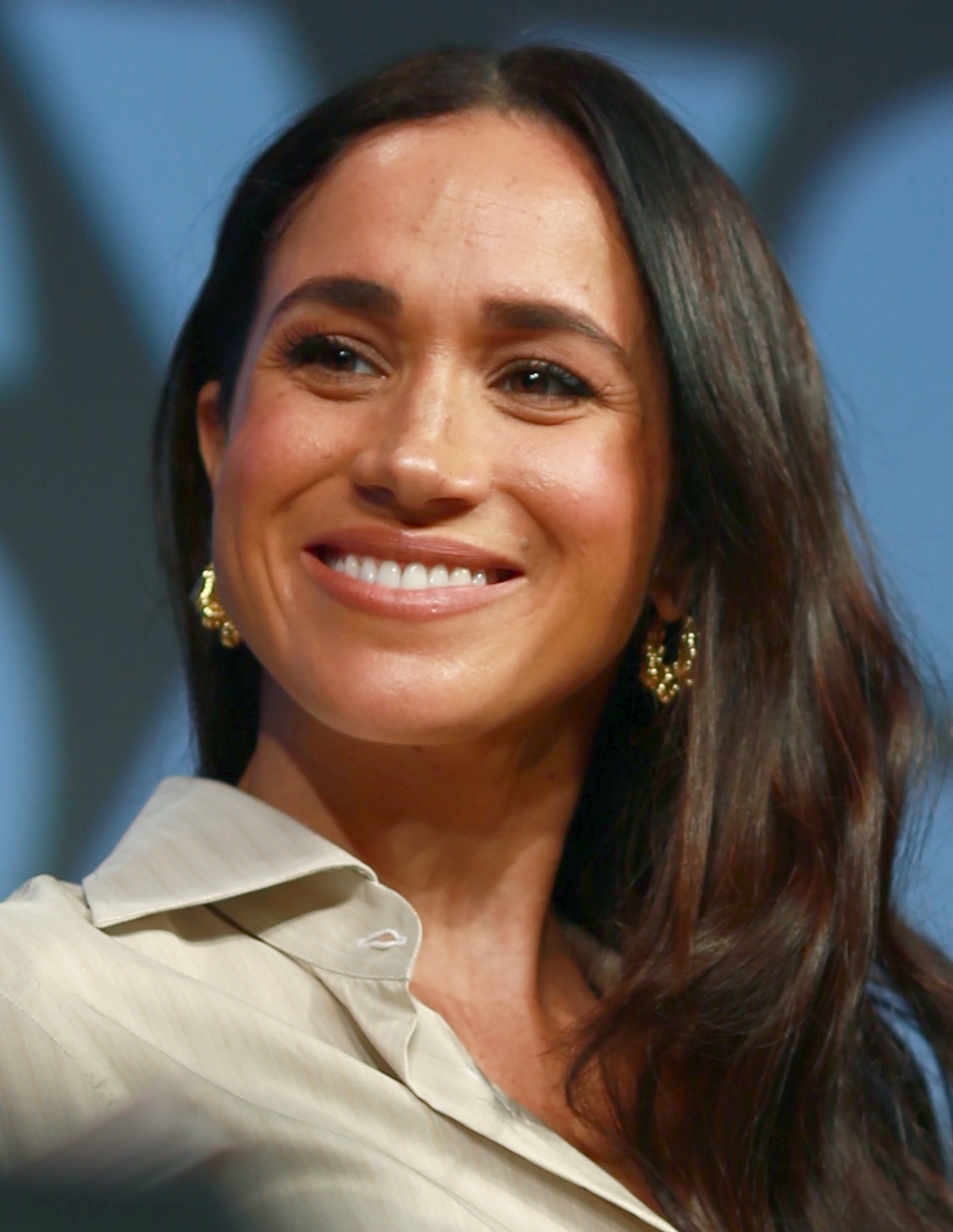
Meghan, Duchess of Sussex (* 1981)

- Meghana, J. (* 1995), indische Badmintonspielerin
- Meghapart, Hakob, armenischer Buchdrucker
- Megharia, Fodil (* 1961), algerischer Fußballspieler
- Meghie, Stella, kanadische Filmregisseurin, Drehbuchautorin und Filmproduzentin
- Meghji, Zakia (* 1946), tansanische Politikerin
- Meghni, Mourad (* 1984), französischer Fußballspieler
- Meghoo, Greg (* 1965), jamaikanischer Sprinter

### Megi
- Megiddo, Nimrod, israelischer Mathematiker und Informatiker
- Mégie, Gérard (1946–2004), französischer Physiker und Vorsitzender des CNRS
- Megier, Maciej (* 2003), polnischer Leichtathlet
- Megingaud, Fürstbischof von Eichstätt
- Megingaud von Trier († 1015), Erzbischof von Trier
- Megingaud von Würzburg (710–783), Bischof, Heiliger
- Megingoz von Geldern († 997), adeliger Stiftsgründer und Vater der heiligen Adelheid von Vilich
- Meginhard († 829), Bischof von Osnabrück
- Meginhard († 888), Benediktiner und Mönch des Klosters Fulda
- Meginhard I., Bischof von Würzburg (1018–1034)
- Meginhard IV. von Hamaland, Graf von Hamaland
- Meginhard von Sponheim, Graf von Sponheim
- Meginher († 1059), Abt von Hersfeld
- Meginher von Falmagne († 1130), Erzbischof von Trier
- Meginwarch († 937), Graf
- Meginward († 1098), Bischof von Freising
- Meginwart († 1096), Abt der Reichenau (1069–1070)
- Megiolaro, Phelipe (* 1999), brasilianischer Fußballspieler
- Megirian, Dirk (1958–2009), australischer Paläontologe und Geologe Schweizer Herkunft
- Megiser, Hieronymus (* 1557), Universalist, Sprachgelehrter, Geschichtsschreiber und Geschichtsfälscher

### Megl
- Meglia, Pier Francesco (1810–1883), italienischer Geistlicher, Vatikandiplomat und Kardinal
- Meglič, Miha (* 1988), slowenischer Naturbahnrodler
- Meglič, Robert (* 1974), slowenischer Skispringer
- Meglinger, Kaspar (* 1595), Schweizer Maler
- Meglio, Ferdinando (* 1959), italienischer Säbelfechter
- Meglio, Mike Di (* 1988), französischer Motorradrennfahrer

### Megn
- Megna, Jaycob (* 1992), US-amerikanischer Eishockeyspieler
- Megna, Jayson (* 1990), US-amerikanischer Eishockeyspieler
- Megna, John (1952–1995), US-amerikanischer Schauspieler
- Megner, Julius, deutscher Fußballspieler und -funktionär
- Megnet, Elisabeth (* 1930), Schweizer Kalligrafin, Papierkünstlerin und Schriftdesignerin
- Megnin, Charles (1915–2003), britischer Geher
- Mégnin, Pierre (1828–1905), französischer Tierarzt und Entomologe

### Mego
- Megos, Alexander (* 1993), deutscher SportklettererAlexander Megos (* 1993)

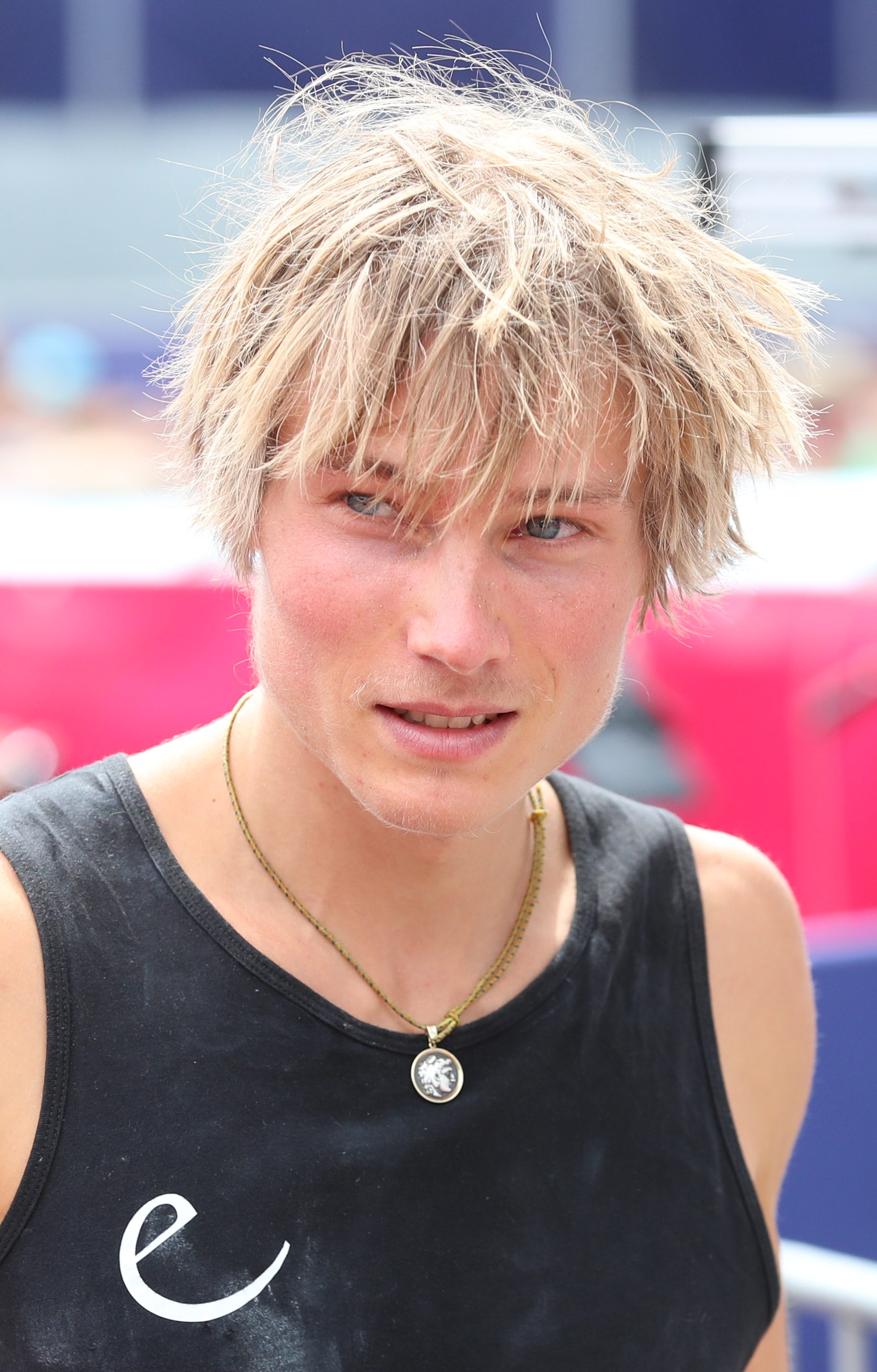
Alexander Megos (* 1993)

- Megow, Nicole (* 1976), deutsche Mathematikerin, Theoretische Informatikerin und Hochschullehrerin
- Megowan, Don (1922–1981), US-amerikanischer Schauspieler

### Megr
- Megrahi, Abdel Basit Ali al- (1952–2012), libyscher Geheimdienstoffizier
- Megre, Wladimir Nikolajewitsch (* 1950), russischer Unternehmer und Schriftsteller
- Megrelidse, Konstantin Romanowitsch (1900–1944), sowjetischer Soziologe, Psychologe und Philosoph
- Mégret, Antoine Désiré (1797–1853), französischer katholischer Geistlicher
- Mégret, Bruno (* 1949), französischer Politiker (FN), Mitglied der Nationalversammlung, MdEP
- Mégret, Catherine (* 1958), französische Politikerin und ehemalige Bürgermeisterin von Vitrolles
- Mégroz, Naomi (* 1998), deutsch-schweizerische Fußballspielerin

### Megs
- Megson, Don (* 1936), englischer Fußballspieler und -trainer
- Megson, Gary (* 1959), englischer Fußballspieler und -trainer

### Megu
- Meguerdonian, Ovaness (* 1929), iranischer Skirennläufer
- Meguid, Farah Abdel (* 1992), ägyptische Squashspielerin
- Meguid, Lesley (* 1979), schweizerisch-amerikanische Singer-Songwriterin
- Meguid, Marietta (* 1965), deutsche Theaterschauspielerin
- Meguid, Nagwa, ägyptische Genetikerin, Professorin für Humangenetik am National Research Centre (NRC) in Kairo und international anerkannte Expertin für Autismus und genetische Syndrome
- Meguid, Omar Abdel (* 1988), ägyptischer Squashspieler
- Megumi Kagurazaka (* 1981), japanische Schauspielerin und Model
- Megumi, Ryūtarō (* 1993), japanischer Fußballspieler
- Meguro, Hironao (* 1973), japanischer Biathlet
- Meguro, Kanae (* 1978), japanische Biathletin
- Meguro, Moe (* 1984), japanische Curlerin

### Megw
- Megwa, Kanayo (* 2004), englischer Fußballspieler

### Megy
- Megyerdi, Antal (1939–2013), ungarischer Radrennfahrer
- Megyeri, Balázs (* 1990), ungarischer Fußballtorwart
- Megyeri, Boglárka (* 1987), ungarische Fußballspielerin
- Megyeri, Matthias (* 1973), deutscher Konzeptkünstler, Designer und Dozent
- Megyesi, István (1949–2016), ungarischer Fußballspieler